# چاه بلوچ بیر
چاه بلوچ بیر روستایی در دهستان پیشین بخش پیشین شهرستان راسک استان سیستان و بلوچستان ایران است.

## جمعیت
بر پایه سرشماری عمومی نفوس و مسکن در سال ۱۳۹۵ جمعیت این روستا ۵۹ نفر (۱۰خانوار) بوده‌است.